# Leptocereus scopulophilus
Leptocereus scopulophilus ist eine Pflanzenart in der Gattung Leptocereus aus der Familie der Kakteengewächse (Cactaceae).

## Beschreibung
Leptocereus scopulophilus wächst strauchig mit aufrechten Zweigen, die einem kurzen unbewehrtem Stamm entspringen und erreicht Wuchshöhen von 2 bis 3 Meter. Die aufrechten, leuchtend grünen Haupttriebe verzweigen mehrheitlich in ihrem oberen Teil und werden 0,7 bis 1,5 Meter lang. Die obersten aufsteigenden oder spreizenden Triebsegmente erreichen Durchmesser von 3 bis 4,8 Zentimeter. Es sind vier bis fünf abgeflachte und etwas wellige Rippen vorhanden. Die Areolen befinden sich in den Einbuchtungen der Rippen. Die ungleichen braunen Dornen vergrauen im Alter. Dem einzelnen 7 bis 9 Zentimeter langen Mitteldorn folgen drei bis sechs spreizende Übergangsdornen von 2,8 bis 5,5 Zentimeter Länge. Die sechs bis 13 Randdornen, meist sind es acht, sind 1 bis 2,5 Zentimeter lang.
Die zylindrischen weißlich rosafarbenen bis  weißen Blüten erscheinen an den Triebspitzen und öffnen sich in der Nacht. Sie sind 4,5 bis 5,5 Zentimeter lang und weisen Durchmesser von 3 bis 3,5 Zentimeter auf. Ihr Perikarpell und die Blütenröhre sind braun bedornt. Die ellipsoiden bis kugelförmigen Früchte sind bedornt. Sie erreichen eine Länge von bis zu 6,5 Zentimeter und einen Durchmesser von 5,5 Zentimeter.

## Verbreitung, Systematik und Gefährdung
Leptocereus scopulophilus ist auf Kuba in der Provinz La Habana verbreitet.
Die Erstbeschreibung erfolgte 1993 durch L. Alberto E. Areces-Mallea.
In der Roten Liste gefährdeter Arten der IUCN wird die Art als „Critically Endangered (CR)“, d. h. als vom Aussterben bedroht geführt.

## Nachweise